# Clevosaurus
Il clevosauro (gen. Clevosaurus) è un piccolo rettile estinto, appartenente ai rincocefali. Visse tra il Triassico superiore e il Giurassico inferiore (215 – 200 milioni di anni fa). I suoi resti sono stati ritrovati in Europa, Asia, Nordamerica e Sudamerica.

## Descrizione
Questo piccolo animale era estremamente simile all'odierno tuatara (gen. Sphenodon), che vive attualmente in alcune isole della Nuova Zelanda. Come al forma attuale, anche il clevosauro era dotato di un corpo compatto, di zampe corte e di una coda ben sviluppata. Le uniche differenze riguardavano alcune caratteristiche del cranio e della dentatura. Le dimensioni, inoltre, erano molto più ridotte nella forma triassica: mentre il tuatara può sfiorare il metro di lunghezza, il clevosauro non superava i venti centimetri.

## Distribuzione e specie
Il clevosauro era molto diffuso, e numerosi resti fossili di questo animale sono stati ritrovati nel sistema di caverne della Gran Bretagna, che hanno restituito anche i fossili di rettili simili a lucertole (Kuehneosaurus), animali simili a mammiferi (Morganucodon) e dinosauri (Thecodontosaurus). Gli studiosi attualmente ritengono che il clevosauro avesse una distribuzione in tutto il Pangea, dal momento che oltre alle specie inglesi (come Clevosaurus hudsoni) sono state ritrovate forme in Cina (C. mcgilli e C. wangi) così come in Nuova Scozia (C. bairdi) e in Brasile (C. brasiliensis, C. hadroprodon).

## Stile di vita
I denti di questa creatura indicano che probabilmente si nutriva sia di piante che di piccoli animali come insetti e vermi. La grande espansione dei rincocefali triassici (come Brachyrhinodon e Planocephalosaurus) sta a indicare che, probabilmente, questi animali riuscirono a crearsi nel giro di pochi milioni di anni nicchie ecologiche ben differenziate.